# Little Missenden
Little Missenden è un villaggio e parrocchia civile dell'Inghilterra, appartenente alla contea del Buckinghamshire.